# Ґеґський водоспад
43°26′08″ пн. ш. 40°26′32″ сх. д. / 43.435555555556° пн. ш. 40.442222222222° сх. д.

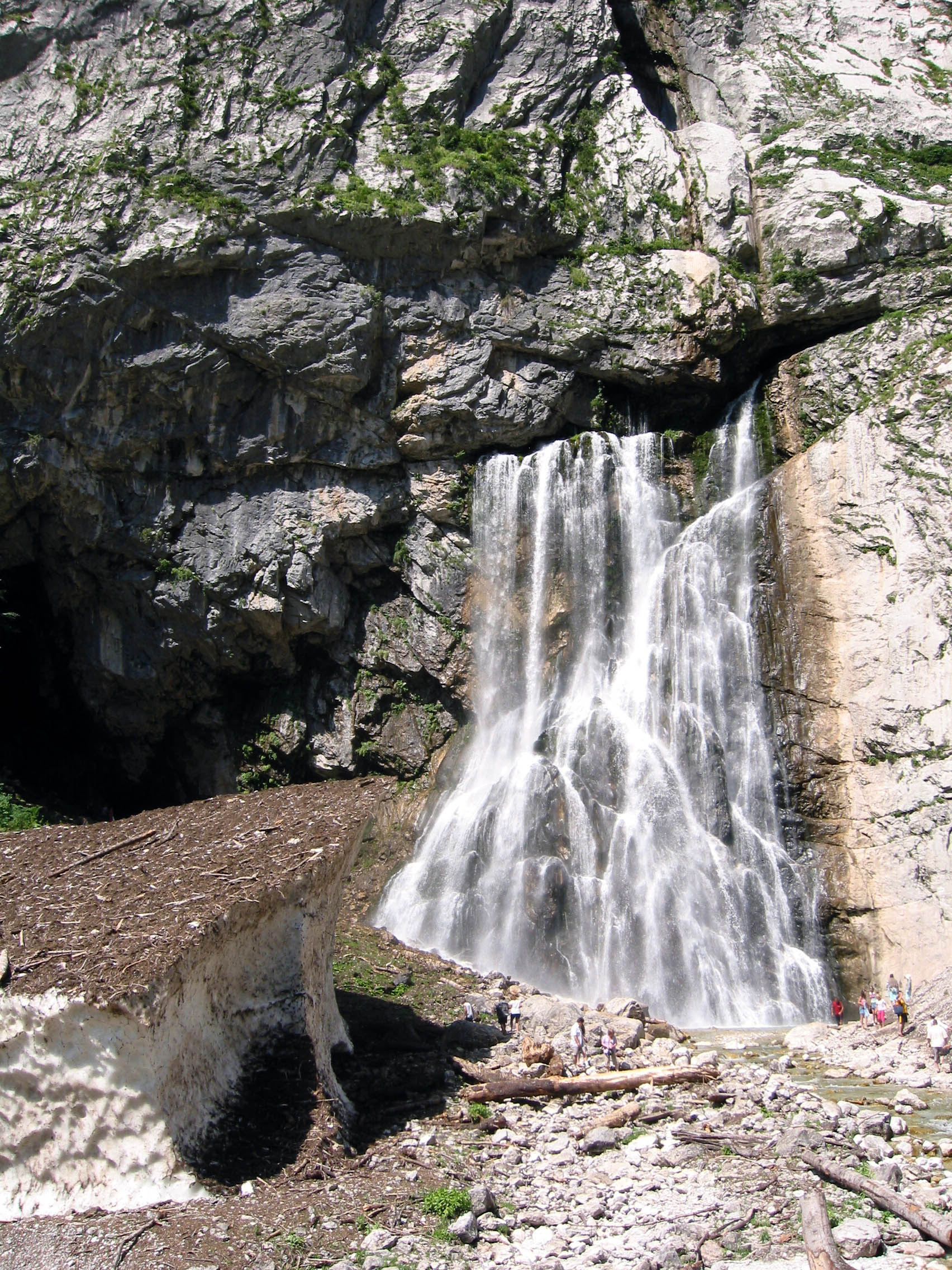
Ґеґський водоспад. Ліворуч видно сніжник.

Ґеґський водоспад — водоспад в Абхазії. В цьому місці  річка Ґеґа протікає через печеру «Арабіка» і спадає з висоти 50-70 м. Розташований неподалік від озера Ріца. У підніжжі водоспаду сніговий покрив частково зберігається протягом усього літа.
Ґеґський водоспад є  популярним туристичним місцем Абхазії, попри російську окупацію території цієї частини Грузії та насиченість Ґудаутського муніципалітету окупаційними військами.